# Field Eugene Kindley
Field E. Kindley, ameriški častnik, vojaški pilot in letalski as, * 13. marec 1896, † 2. februar 1920.
Kindley je med prvo svetovno vojno dosegel 12 zračnih zmag.